# Democratische Nationale Conventie

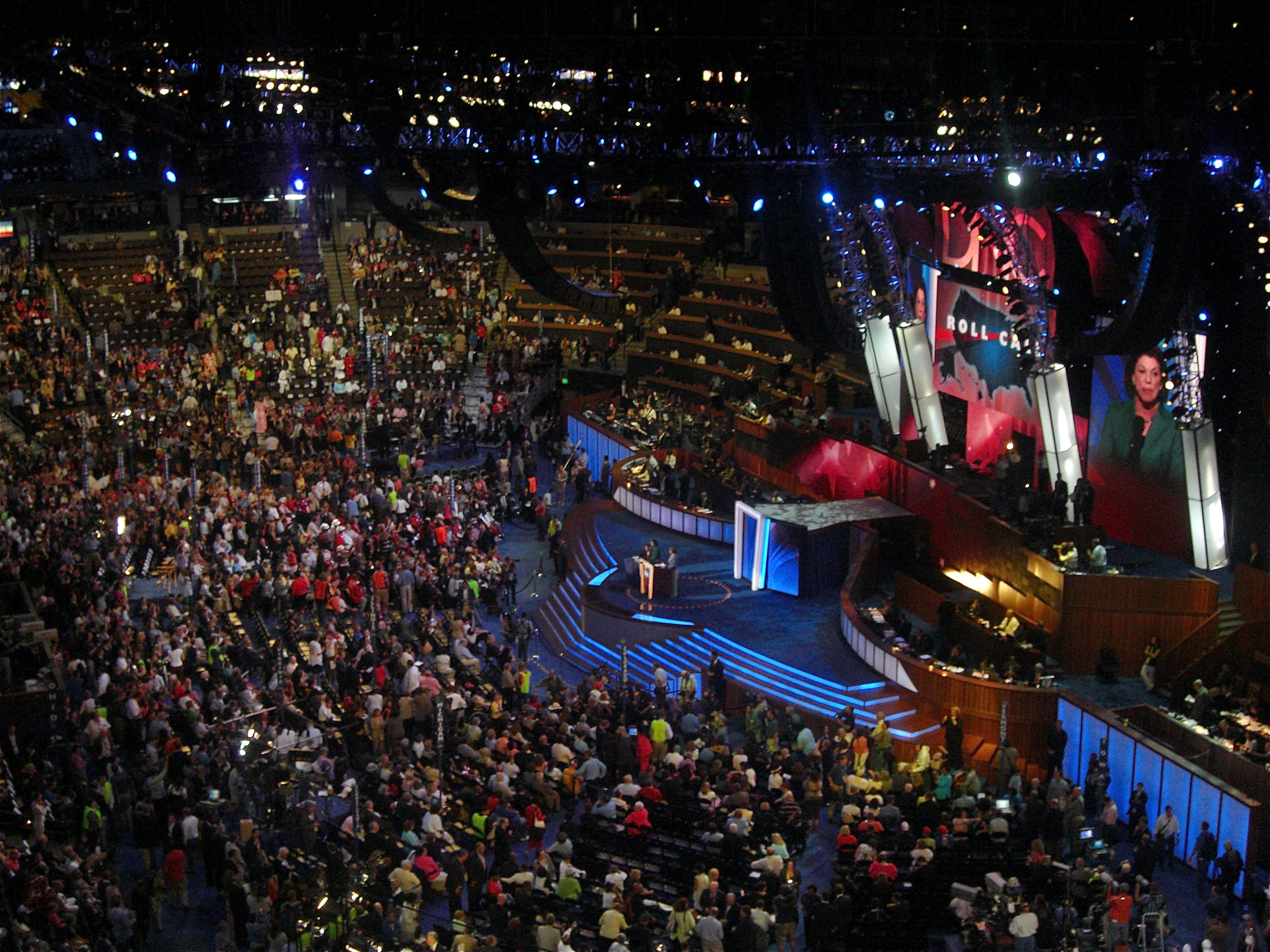
De Democratische Partijconventie 2008 in het Pepsi Center in Denver.

De Democratische Nationale Conventie (DNC) is een vierjaarlijkse bijeenkomst van de Democratische Partij van de Verenigde Staten. De eerste Democratische Partijconventie vond plaats in 1832; de meeste recente in juli 2016. Sinds de conventie van 1852 wordt het evenement georganiseerd door het partijbestuur, het Democratisch Nationaal Comité.
Tijdens de conventie nomineren de leden officieel hun kandidaat in de presidentsverkiezingen. Ook stemmen de aanwezigen over het partijprogramma.
Ook de andere grote partij in de Verenigde Staten, de Republikeinen, organiseren elke vier jaar een partijbijeenkomst voorafgaand aan de presidentsverkiezingen: de Republikeinse Nationale Conventie.